# Johann Schober
Johann Schober (Perg, 1874. november 14. – Baden bei Wien, 1932. augusztus 19.) osztrák politikus, rendőrtiszt. Két ízben, 1921–1922-ben és 1929–1930-ban volt hazája kancellárja. Kiemelkedő szerepet játszott az Interpol létrehozásában.

## Első kancellársága
Schober jogi tanulmányait követően 1898-ban a bécsi rendőrség szolgálatában kezdte pályafutását, 1909-ben a belügyminisztérium munkatársa lett. 1918 júniusában Bécs rendőrfőkapitányává nevezték ki, majd az Osztrák–Magyar Monarchia összeomlása után, 1918 decemberében a Szövetségi Csendőrség (Bundesgendarmerie) vezetője lett. Lojálisan viseltetett a köztársasági Ausztriához, de elősegítette a királyi család biztonságos kimenekítését is az országból. Ezzel nagymértékben hozzájárult a békés, zökkenőmentes politikai átmenethez. Az első világháborúból győztesen kikerülő antanthatalmak bizalmát is elnyerte, így 1921-ben őt jelölték a Keresztényszociális Párt és a pángermánok alkotta koalíciós kormány vezetésére. Kormányfői hivatala mellett ellátta a külügyminiszteri feladatokat is, e minőségében kötötte meg Csehszlovákiával a lányi egyezményt. A diplomáciai aktus a bukásához vezetett, a koalícióban részt vevő pángermánok ugyanis tiltakoztak az egyezmény ellen, amelyben a Németországgal való jövőbeni egyesülés akadályát látták.

## Az Interpol megalakítása
Kancellári hivatala letételét követően visszatért korábbi tisztségébe, a Szövetségi Csendőrség vezetői székébe. A szervezet élén végzett munkájával nemzetközi elismertséget vívott ki magának, az utókor benne tiszteli az Interpol atyját. 1923-ban szülővárosában, a felső-ausztriai Pergben szervezte meg a II. Nemzetközi Bűnüldözési Kongresszust, amelyen tizenkilenc ország rendőri szervezete képviseltette magát. A tanácskozás során egyezség született arról, hogy a részt vevő országok felállítják a Nemzetközi Bűnügyi Rendőrségi Bizottságot (International Criminal Police Commission, ICPC), amelynek tíz cikkelyből álló alapokmányát is elfogadták, emellett az első, 1914-ben Monacóban megrendezett kongresszus célkitűzéseinek elérésén dolgoztak. Schobert választották meg a végrehajtó bizottság elnökének, honfitársát, az Osztrák Szövetségi Rendőrség főnökét, Oskar Dresslert pedig a titkárának.
Schober rendőrtiszti reputációja megszenvedte, amikor 1927. július 15-én az általa kiadott parancsok a júliusi felkelés kirobbanásához, a bécsi Igazságügyi Palota felgyújtásához (Justizpalastbrand) vezettek, amelynek során a karhatalom közel kilencven tiltakozót gyilkolt meg, s öt rendőr is meghalt.

## Második kancellársága
Schober 1929 szeptemberében ismét a külügyminiszteri tárcával összevont kancellári hivatalba került. 1930 szeptemberéig látta el a tisztséget, majd még ugyanazon év decemberétől 1932 januárjáig az alkancellári és külügyminiszteri posztot látta el a Carl Vaugoin, Otto Ender és Karl Buresch kancellárok vezette kormányokban. 1930-tól haláláig a Nagynémet Néppárt és a Tartományi Szövetség alkotta parlamenti S-blokk vezetője volt. 1931 márciusában külügyminiszterként vámuniós egyezményt kötött Németországgal, ám Franciaország és Csehszlovákia nyomására a vámunió végül nem lépett életbe.

## Fordítás
- Ez a szócikk részben vagy egészben  a   Johann Schober című angol Wikipédia-szócikk ezen változatának fordításán alapul.  Az eredeti cikk szerkesztőit annak laptörténete sorolja fel. Ez a jelzés csupán a megfogalmazás eredetét és a szerzői jogokat jelzi, nem szolgál a cikkben szereplő információk forrásmegjelöléseként.